# Судебная психиатрия
Суде́бная психиатри́я — отрасль психиатрии, задачей которой является изучение психических расстройств и других нарушений психической деятельности человека в их специальном отношении к определённым вопросам уголовного и гражданского права, а также уголовного и гражданского и административного судопроизводств.

## Область исследований
Судебная психиатрия в первую очередь исследует психиатрические (медицинские) основания, по которым исключается способность лица нести ответственность за совершённые им деяния, а также способность приобретать гражданские права и выполнять гражданские обязанности.
Например, в уголовном праве деяние, совершённое в невменяемом состоянии, не считается преступлением, а лицо, его совершившее, — преступником.
Помимо этого, судебная психиатрия исследует аспекты психической полноценности свидетелей и потерпевших, других привлекаемых к судебному процессу лиц, в случае, если она вызывает сомнение.
Установление возможностей этих лиц понимать значение своих действий и руководить ими может повлечь правовые последствия для решения судом вопросов признания дееспособности, действительности сделок, установления опеки и попечительства, назначения мер медицинского характера и организации проведения принудительного лечения лиц с психическими расстройствами.

## Судебно-психиатрическая экспертиза
Для определения наличия (или отсутствия) психического заболевания, тяжести вызванных им нарушений психической деятельности, органы предварительного расследования или суд могут назначить экспертизу.
В 1931 году известный специалист психоневрологии Альфредо Коппола опубликовал результаты исследования подозреваемого по скандальному делу Брунери-Канелла. Проделанная работа Копполы была столь инновационна для своего времени, что до сих пор считается важной в нейропсихиатрии. Коппола разработал методы когнитивной оценки, которые используются до сих пор.

### Судебно-психиатрическая экспертиза в России
В России судебно-психиатрическую экспертизу производят соответствующие подразделения в государственных учреждениях здравоохранения. В состав комиссии входят только врачи судебно-психиатрические эксперты, имеющие специальную подготовку и сертификат по судебно-психиатрической экспертизе.
Научно-методическое руководство по судебной психиатрии осуществляется Государственным научным центром социальной и судебной психиатрии имени В. П. Сербского.